# Мастино I дела Скала
Мастино I дела Скала (на италиански: Mastino I della Scala (Leonardino, Lonardino della Scala), † 26 октомври 1277 във Верона), роден като Леонардино или Лонардино дела Скала, е господар на град Верона от 1260 до 1277 г. С него започва 127-годишното владение на Скалигерите на града.
Той e син на Якопино дела Скала († 1215), италиански търговец и имперски викар, и втората му съпруга Елиза Суперби. Мастино I дела Скала е привърженик и от януари 1259 г. сърегент на управителя на Верона Ецелино да Романо, който е ръководител на Гибелините и зет на император Фридрих II. След смъртта на Ецелино да Романо в битка през октомври 1259 г. Мастино I е избран от големия градски съвет за управител (Podestà del popolo) на Верона. През 1262 г. той става народен капитан (Capitano del Popolo di Verona) начело на войската. Мастино I дела Скала успява да направи господството (signoria) наследствено за своята фамилия. Фамилията управлява Верона 127 години.
През 1277 г. Мастино е убит от благородници от Верона. Последван е от брат му Алберто I делла Скала.
Мастино е женен за Гиглия/Зилия. Те имат един син:
- Николо (* 1268, + 5 ноември 1296), господар на Корлиано, podestà на Мантуа 1292

Мастино има извънбрачните деца:
- Гуидо (+ 1278), епископ на Верона (1256-78)
- Бартоломео (+ 1290), епископ на Верона (1278-90)
- Пиетро (+ 129?), епископ на Верона (1290-)